# Chrysobothris quadrimaculata
Chrysobothris quadrimaculata es una especie de escarabajo del género Chrysobothris, familia Buprestidae. Fue descrita científicamente por Fabricius en 1776.